# ㄼ
ㄼ(리을비읍)은 한글 자모의 ㄹ과 ㅂ을 겹쳐 놓은 것이다. 첫소리로는 쓰이지 않고 용언의 받침으로만 쓰인다. 
어말이나 닿소리 앞에서는 ㄹ로 소리나고, 다음 음절이 홀소리로 시작되는 경우는 ㄹ, 다음 음절 첫소리가 ㅂ이 된다. 
- 넓다 → [널따]
- 넓어 → [널버]
- 넓고 → [널꼬]
- 넓지 → [널찌]

다만, ‘밟-’은 닿소리 앞에서 [밥]으로 소리내고, ‘넓-’은 다음과 같은 경우에 [넙]으로 소리낸다. (표준 발음법 제4장 10항)
- 밟다 → [밥ː따]
- 밟소 → [밥ː쏘]
- 밟지 → [밥ː찌]
- 밟는 → [밥ː는] → [밤ː는]
- 밟게 → [밥ː께]
- 밟고 → [밥ː꼬]

- 넓죽하다 → [넙쭈카다]
- 넓둥글다 → [넙뚱글다]
- 넓데데하다 → [넙떼데하다]

## 코드 값
| 종류                  | 종류           | 글자 | 유니코드 | HTML     |
| --------------------- | -------------- | ---- | -------- | -------- |
| 한글 호환 자모        | 한글 호환 자모 | ㄼ   | U+313C   | &#12607; |
| 한글 자모 영역        | 첫소리         | ꥩᅠ   | U+A969   | &#43369; |
| 한글 자모 영역        | 끝소리         | ᅟᅠᆲ   | U+11B2   | &#4530;  |
| 한양 사용자 정의 영역 | 첫소리         |   | (없음)   | &#63392; |
| 한양 사용자 정의 영역 | 끝소리         |   | U+F899   | &#63641; |
| 반각                  | 반각           | ﾬ    | U+FFAC   | &#65455; |

## 정보
| 자명 | 리을비읍（남） 리을비읍（북）                                                                                         |
| 발음 | 어중 : [ ɭb ], 어말 : [ ɭ ], 어중 구개음화 : [ ɭbʲ ]（남） 어중 : [ lb ], 어말 : [ l ], 어중 구개음화 : [ lbʲ ]（북） |
| 이음 | 후행 자음이 평음일 경우 평음이 경음으로 된다. 후행 자음이 ㅎ일 경우 [ lpʰ ]으로 소리난다.                             |